# 湯布院町川西
湯布院町川西（ゆふいんちょうかわにし）は、大分県由布市内の大字。郵便番号は879-5113。

## 地理
由布市の西部に位置する。大分川よりおおむね西の地域にあたる。集落はおおむね国道210号沿いに点在し、前徳野地区に集中する。
さらにその西部は標高の高い山岳地帯であり、冬季は積雪がみられる。奥湯布院と呼ばれる地域の一つであり、国道沿いに温泉宿が集中する。やまなみハイウェイ沿い、奥川地区は湯布院を一望できるエリアであり、日本離れした光景がみられることから別荘地として知られる。
川北、中川、湯平、下湯平と接し、他市町とは玖珠郡九重町、玖珠町と接する。

## 歴史
- 1889年4月1日 - 町村制の施行により、南由布村が発足。（速見郡南由布村）
- 1936年4月1日 - 北由布村・南由布村が合併し、由布院村が成立。（速見郡由布院村）
- 1947年1月1日 -  町制施行により速見郡由布院町が成立。（速見郡由布院町大字）
- 1950年1月1日 - 由布院町が速見郡から大分郡に所属変更。（大分郡由布院町大字）
- 1955年1月1日 - 由布院町と湯平村が合併し、湯布院町が成立。（大分郡湯布院町大字川西）
- 2005年10月1日 - 挾間町・庄内町・湯布院町で新設合併、市政施行で由布市が成立。大字表記および、小字、番地の「の」が廃止される。（由布市湯布院町川西）[3]。

## 小・中学校の学区
市立小・中学校に通う場合、学区は以下の通りとなる。
| 町名         | 小学校             | 中学校               |
| ------------ | ------------------ | -------------------- |
| 湯布院町川西 | 由布市立川西小学校 | 由布市立湯布院中学校 |

## 交通

### 鉄道
JR久大本線が通過する（南由布駅 - 湯平駅間、野矢駅 - 由布院駅 ）が駅は設置されていない。

### バス
九重町方面へ向かう亀の井バスおよび由布市が運営するコミュニティバスが運行されている。

### 道路
- 大分自動車道（通過）
- 国道210号
- 大分県道・熊本県道11号別府一の宮線

## 施設
- 水分峠
- 山下湖
- 湯布院スポーツセンター